# Connor Thomson
Connor Thomson (* 16. Januar 2001 in Paisley) ist ein britischer Tennisspieler aus Schottland.

## Persönliches
Connor Thomson ist der Sohn des Fußballspielers Malky Thomson; er hat außerdem einen Bruder. Er besuchte die Gryffe High School in Renfrewshire. In seiner Jugend trainierte Connor an der Fußballakademie des Vereins FC St. Mirren, bevor er sich auf den Tennissport konzentrierte.

## Karriere
Thomson spielte von 2016 bis 2019 nur wenige Turniere auf der ITF Junior Tour. Zweimal im Einzel und dreimal im Doppel spielte er im Hauptfeld der Juniorenausgaben der Grand-Slam-Turniere. Sein bestes Abschneiden gelang ihm an der Seite von Jacob Fearnley 2019 in Wimbledon mit dem Viertelfinale. In der Junioren-Rangliste erreichte er Platz 110.
2019 begann er ein Studium an der University of South Carolina, wo er auch College Tennis spielte. 2022 und 2023 wurde er zum All-American im Doppel und 2023 auch im Einzel gewählt. Erste Profiturniere spielte Thomson erst 2023, als er im Einzel seine ersten Punkte in der Weltrangliste im Einzel erspielte. Im Doppel war er deutlich erfolgreicher. Bereits 2018 hatte er dort ein Finale auf der drittklassigen ITF Future Tour erzielt; 2023 profitierte er von einigen Wildcards zu Rasen-Turnieren der höherdotierten ATP Challenger Tour in Großbritannien, bei denen er mit seinem Landsmann Toby Samuel antrat. In Surbiton gewannen sie in der ersten Runde gegen André Göransson und Ben McLachlan, die beide in den Top 100 platziert waren, schieden aber eine Runde später aus. In Nottingham wenig später zogen sie ins Halbfinale ein. Mit Samuel zusammen erhielt er ebenfalls eine Wildcard für die Doppelkonkurrenz von Wimbledon. Zum Auftakt besiegten sie dort Pedro Cachín und Yannick Hanfmann, bevor sie in der zweiten Runde den an Position 5 gesetzten Santiago González und Édouard Roger-Vasselin unterlagen. Bis zum Jahresende zogen sie in Cary noch in ein weiteres Challenger-Halbfinale ein, wodurch sie erstmals in die Top 350 einzogen. Mit Jacob Fearnley schaffte er zudem im Oktober seinen ersten Titelgewinn auf der Future-Ebene.